# Глодень (Димбовіца)
Глодень, Глодені (рум. Glodeni) — село у повіті Димбовіца в Румунії. Входить до складу комуни Глодень.
Село розташоване на відстані 81 км на північний захід від Бухареста, 10 км на північ від Тирговіште, 71 км на південь від Брашова.

## Населення
За даними перепису населення 2002 року у селі проживали 1379 осіб, усі — румуни. Усі жителі села рідною мовою назвали румунську.